# The Tortured Poets Department
The Tortured Poets Department este al unsprezecelea album de studio al cântăreței și compozitoarei americane Taylor Swift. Lansat pe 19 aprilie 2024, prin Republic Records, a fost scris și produs de Swift, Jack Antonoff și Aaron Dessner. Swift a anunțat-o la Cea de-a 66-a ediție anuală a Premiilor Grammy pe 4 februarie 2024, după ce a câștigat Cel mai bun album pop vocal pentru al zecelea album al ei de studio, Midnights (2022). 
Swift a conceput The Tortured Poets Department la scurt timp după ce a terminat munca la Midnights și a continuat să-l dezvolte pe primul în timpul turneului Eras Tour (2023–2024), cel de-al șaselea turneu de concert al ei. Autodescris ca albumul ei „linia vieții”, Tortured Poets a fost perceput de Swift ca un punct culminant al scrierii de cântece imperative. Este un album dublu, cu partea a doua, subtitrată The Anthology, lansată surpriză la două ore după prima. Post Malone apare pe piesa de deschidere „Fortnight”, care a fost lansată ca single principal, iar Florence and the Machine apare pe „Florida!!!”. Din punct de vedere vizual, Swift a urmărit o estetică apropiată de universitatea întunecată pentru album. 
Un album synthpop cu stiluri rock și folk, producția sa mid-tempo este condusă de sintetizatoare și tobe alături de instrumente live, cum ar fi pianul și chitara. Subiectul său explorează psihicul lui Swift și îi examinează viețile publice și private, îmbinând tristețea și umorul. Criticii muzicali au lăudat Tortured Poets pentru compoziția sa cathartică, conștientă de sine și pentru stilul de producție subestimat, deși au fost împărțiți dacă reprezintă o evoluție muzicală sau o stagnare pentru Swift. 
Albumul a doborât un șir de recorduri comerciale. A depășit Midnights pentru a obține cele mai multe fluxuri de o singură zi pentru un album pe platforma de streaming Spotify și a marcat cea mai mare sumă de precomenzi din istoria retailerului Target. 

## Fundal și Concepție
Swift și-a lansat cel de-al zecelea album de studio, Midnights, pe 21 octombrie 2022, cu succes comercial și critic pe scară largă. În 2023, ea a lansat două albume reînregistrate, Speak Now (Taylor's Version) și 1989 (Taylor's Version), ca parte a proiectului ei de reînregistrare. Pe 4 februarie 2024, ziua Celei de-a 66-a ediții anuale a Premiilor Grammy în care Midnights a fost nominalizat, Swift a tachinat lansarea unui nou album schimbând fotografiile de profil din conturile ei de socializare în alb-negru. Fanii au speculat online că ea se pregătea să lanseze Reputation (Taylor's Version), o viitoare reînregistrare a celui de-al șaselea ei album de studio, Reputation (2017). Site-ul web al lui Swift a apărut, de asemenea, ca și cum ar fi funcționat defectuos, raportând un cod de stare HTTP neobișnuit 321, precum și un cod de eroare „hneriergrd”, pe care fanii l-au descifrat ca fiind o anagramă care scrie „hering roșu”. Codul sursă al site-ului web conținea cuvinte non-engleze.

Swift a câștigat Premiul Grammy pentru cel mai bun album vocal pop și albumul anului pentru Midnights; în discursul său de acceptare pentru primul, ea a anunțat un nou album de studio pe care l-a creat din 2022, intitulat The Tortured Poets Department, care va fi lansat pe 19 aprilie 2024. Coperta albumului a fost postată pe conturile ei de socializare, împreună cu o fotografie a unei note scrise de mână, care includea traduceri în limba engleză ale cuvintelor din codul sursă:
Și așa intru în evidență / Stema mea pătată / Muzele mele, dobândite ca vânătăile / Talismanele și farmecele mele / Căpușul, căpușul, căpușul bombelor amoroase / Venele mele de cerneală neagră / Totul e bine în dragoste și poezie.. .

Cu stimă, Președintele Departamentului Poeților Torturați.
Swift a caracterizat The Tortured Poets Department drept un album „linia vieții” – unul pe care „avea cu adevărat nevoie” să îl realizeze. Ea a început să conceapă albumul imediat după ce a trimis Midnights la casa ei de discuri, Republic Records, și a continuat să lucreze la el în secret pe toată durata turneului Eras Tour din SUA în 2023. Potrivit lui Swift, crearea albumului i-a dovedit rolul esențial al compoziției de cântece în viața ei. Ea a declarat: „Nu am avut niciodată un album în care să am nevoie de compoziție mai mult decât aveam nevoie pentru Tortured Poets.”
Într-o postare pe Instagram care anunță lansarea albumului, Swift a caracterizat în continuare albumul drept „o antologie de lucrări noi care reflectă evenimente, opinii și sentimente dintr-un moment trecător și fatalist în timp – unul care a fost atât senzațional, cât și dureros în egală măsură”.

## Compoziție

### Cersuri
Tortured Poets este alcătuit din șaisprezece cântece standard și include două persoane invitate — rapperul american Post Malone pe single-ul principal „Fortnight” și trupa engleză de indie rock Florence and the Machine, condusă de cântăreața și compozitoarea Florence Welch, pe piesa. „Florida!!!”. Albumul a fost scris și produs în primul rând de Swift cu colaboratorii de lungă durată Jack Antonoff și Aaron Dessner; Welch și Malone au co-scris și colaborările lor cu Swift.
Înrădăcinat în scrisul personal și introspectiv, Tortured Poets explorează emoțiile pe care le-a experimentat Swift. Unii critici au comentat că Swift a fost inspirată de relațiile ei tumultoase pentru a crea narațiuni lirice care erau dezordonate, nestăpânite și nepăzite. Swift, vorbind cu publicul la un spectacol din Melbourne din cadrul turneului Eras, a descris albumul drept cel mai cathartic proiect al ei de până acum. Ann Powers a scris în NPR că pe tot parcursul albumului, „Swift încearcă să descopere cum apare violența emoțională.”
Swift, vorbind cu publicul la un spectacol din Melbourne din cadrul turneului Eras, a descris albumul drept cel mai cathartic proiect al ei de până acum; piesa „I Can Do It with a Broken Heart” detaliază modul în care trecea printr-o cădere emoțională în timp ce mergea în turneu. Ann Powers a scris în NPR că de-a lungul albumului, „Swift încearcă să descopere cum apare violența emoțională.” Subliniind acoperirea media excesivă a faimei sporite și a vieții personale turbulente a lui Swift, Craig Jenkins de la Vulture a opinat că albumul o găsește "mai interesată de redesenarea granițelor”, cu cântece precum „The Tortured Poets Department” și „But Daddy I Love Him” abordând analiza relațiilor ei din trecut.[29]
Spărgerea inimii este emoția primară, care este exprimată prin teme de furie, doliu, și moarte, dar și, ocazional, umor și hiperbolă. Swift a descris albumul ca fiind „fatalist”, cu „o mulțime de replici foarte dramatice despre viață sau moarte.” Callie Ahlgrim de la Business Insider a descris conținutul albumului ca fiind „cel mai dezordonat, mai excitat și mai amuzant” al lui Swift. În The Independent, Helen Brown a sugerat că compoziția lui Swift se bazează pe rădăcinile ei country pentru a explora narațiuni mai lungi decât a făcut-o predecesorul său, Midnights. În timp ce unii critici au susținut că albumul este de natură autobiografică, Shaad D'Souza de la Pitchfork a susținut că se încadrează între confesional și povestirea fictivă.

### Productie si muzica
Criticii au descris ediția standard ca un album synthpop a cărui producție de ritm mediu încorporează sintetizatoare și tobe proeminente. Mai multe piese au o instrumentație mai redusă, condusă de pian sau chitară, cu stiluri de rock și folk. Swift cântă mai ales în registrul vocal inferior pentru a oferi versuri conversaționale asemănătoare rapului. Alexis Petridis de la The Guardian a scris că sunetul său „împarte diferența dintre pop-rock-ul lucios influențat de anii ’80 din 1989 (album) și eufemismul de la Midnights”. Scriind pentru The Times, Will Hodgkinson a descris albumul ca un amalgam de synth-pop, balade puternice din anii 1980 și „AOR emoțional al lui Stevie Nicks”. Josh Kupp de la Uproxx, care a numit albumul un proiect pronunțat, fără gen, a fost printre criticii care au considerat că albumul abandonează atractia radioului mainstream.
Cea de-a doua parte a albumului dublu, intitulată The Anthology, constă în mare parte din balade pentru pian. Dessner a produs cea mai mare parte a celui de-al doilea volum, care este instrumentat de chitară acustică, pian moale și sintetizatoare subtile. Potrivit lui Mark Savage de la BBC, această a doua jumătate prezintă un sunet mai „liniștit”, care evocă albumele lui Swift din 2020, Folklore (album de Taylor Swift) și Evermore, o observație împărtășită de The A.V. ClubMary Kate Carr. Neil MacCormick de la Daily Telegraph a susținut că acest sunet mai moale permite mai multă subtilitate în versuri, care explorează studiile personajelor lui Swift ("Cassandra", "Peter", "Robin") și auto-reflexia ("The Albatross", "The Bolter", „I Look in People's Windows”, „I Hate It Here”).

### Productie si melodii
Partea standard a albumului este în mare parte synth-pop, cu o producție cu ritm mediu care încorporează sintetizatoare slabe și tobe rare. Swift cântă mai ales în registrul vocal inferior pentru a oferi versuri conversaționale asemănătoare rapului. Criticii au considerat producția minimalistă; Igor Bannikov de la PopMatters a descris-o ca fiind „simplistă, indie-ish și aproape dezactivată”. Alexis Petridis de la The Guardian a scris că sunetul său „împarte diferența dintre pop-rock-ul lucios, influențat de anii ’80, din 1989 și subestimarea de la Midnights”. Scriind pentru The Times, Will Hodgkinson a descris albumul ca un amalgam de synth-pop, balade puternice din anii 1980 și „AOR emoțional al lui Stevie Nicks”. Josh Kupp de la Uproxx, care a numit albumul un proiect pronunțat, fără gen, a fost printre criticii care au considerat că albumul abandonează atractia radioului mainstream. Mai multe piese au o instrumentație mai dezgolită, condusă de pian sau chitară cu stiluri de alte genuri; „But Daddy I Love Him” și „Guilty as Sin?” încorporează tobe live și influențe de country și rock, „Down Bad” evocă R&B în schimbările sale dinamice, iar „Fresh Out the Slammer” include chitare electrice de rock occidental. Elemente de Muzică country, un gen pe care Swift l-a explorat mult la începutul carierei, sunt de asemenea prezente în album.
Cea de-a doua parte a albumului dublu, intitulată The Anthology, constă în mare parte din balade pentru pian. Dessner a produs cea mai mare parte a celui de-al doilea volum, care este instrumentat de chitară acustică, pian moale și sintetizatoare subtile. Potrivit lui Mark Savage de la BBC, această a doua jumătate prezintă un sunet mai „liniștit”, care evocă albumele lui Swift din 2020, Folklore (album de Taylor Swift) și Evermore, o observație împărtășită de The A.V. ClubMary Kate Carr. Neil MacCormick de la Daily Telegraph a susținut că acest sunet mai moale permite mai multă subtilitate în versuri, care explorează studiile personajelor lui Swift ("Cassandra", "Peter", "Robin") și auto-reflexia ("The Albatross", "The Bolter", „I Look in People's Windows”, „I Hate It Here”).

## Titlul și opera de artă

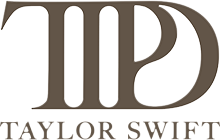
Logo-ul oficial al albumului prezintă titlul său prescurtat.

Lipsa unui apostrof în titlul oficial, ca în Departamentul Poeților Torturați, a făcut obiectul unei dezbateri asupra corectitudinii gramaticale. Cercetătorii au afirmat că Swift a folosit Tortured Poets ca substantiv atributiv, ca în cazul filmului dramă din 1989 Dead Poets Society, și nu ca substantiv posesiv care ar justifica un apostrof. O teorie a fanilor presupune că titlul face referire la un chat de grup împărtășit între Andrew Scott, Paul Mescal și Joe Alwyn, intitulat „The Tortured Man Club”.
Coperta, fotografiată de fotograful american Beth Garrabrant, este o fotografie glamour alb-negru cu Swift întinsă pe un pat, purtând lenjerie neagră: un top transparent și pantaloni scurți cu talie înaltă, de la casele de modă The Row și Yves Saint Laurent (marcă). Atât opera de artă, cât și titlul au fost parodiate de numeroase mărci, organizații, echipe sportive și francize și au inspirat numeroase meme-uri. Albumul, în general, are o estetică academică întunecată.

## Promovare și lansare
Tortured Poets a fost lansat pe 19 aprilie 2024, în timpul Lunii Naționale a Poeziei. O ediție album dublu, subtitrat The Anthology care conține 15 piese bonus, a fost lansată surpriză două ore mai târziu, în aceeași zi. Swift a dezvăluit lista standard de melodii și invitații pe rețelele sale de socializare pe 6 februarie 2024. Patru ediții fizice ale albumului, fiecare intitulată după și conținând o piesă bonus, și anume „The Manuscript”, „The Bolter”, „The Albatross” și „The Black Dog”, au fost, de asemenea, disponibile pentru cumpărare; Swift a anunțat ultimele trei ediții în timpul etapei Asia-Pacific a turneului Eras Tour, cel de-al șaselea turneu de concerte principal al ei. Unul dintre CD-urile de lux ediția de colecție ale albumului s-a vândut pe site-ul ei în primele două ore de disponibilitate. Copiile fizice ale albumului includ și o poezie originală de Stevie Nicks. 
Albumul a fost promovat de furnizori de servicii digitale precum Apple Music, Spotify, YouTube, Instagram și Threads (rețea de socializare). Acesta a inclus cinci liste de redare Apple Music, organizate de Swift, inspirate de etapele durerii și o căutare de ouă de Paște pentru versuri noi în cântecele listelor de redare;[ o bibliotecă pop-up de articole organizate la The Grove, Los Angeles, găzduit de Spotify; picturi murale cu coduri QR în diferite orașe din întreaga lume care duc la YouTube Shorts nelistate pe canalul lui Swift; o numărătoare inversă până la lansarea albumului dezvăluită la reîmprospătarea profilului de Instagram al lui Swift; și efecte speciale de strălucire pe postările Threads etichetate cu hashtag-uri legate de Swift și album. Platformele de radio iHeartRadio, care temporar s-au rebranduit ca iHeartTaylor, și Sirius XM au anunțat, de asemenea, programe speciale în tributul albumului, cu conținut exclusiv de la Swift. NBC a oferit actualizări live cu privire la lansarea albumului.
Ediția standard a albumului a fost scursă în întregime pe 17 aprilie 2024, cu două zile înainte de lansarea sa oficială, ceea ce a dus la interzicerea temporară a expresiei „Taylor Swift leak” de la căutări pe platforma de socializare X (fostă Twitter). Pe 18 aprilie, Swift a anunțat „Fortnight” ca single principal, lansat împreună cu albumul. Mai târziu în acea zi, Swift a postat un teaser trailer pentru videoclipul său muzical, care urmează să fie lansat în ziua lansării albumului. După mai multe ouă de paște care sugerau numărul „2”, inclusiv o numărătoare inversă pe pagina de Instagram a lui Swift, The Anthology a fost lansat la două ore după ediția standard.
The Black Dog, un pub din Vauxhall, Londra, a primit un val de atenție și de vizite de către Swifties după ce a fost menționat în cântecul albumului cu același nume.

## Recepție critică

### Reviews
Potrivit agregatorului de recenzii Metacritic, Tortured Poets a primit „recenzii favorabile în general”, pe baza unui scor mediu ponderat de 76 din 100 din 23 de scoruri critice. A doua parte, The Anthology, a primit un scor de 69/100 din 6 partituri critice. O serie de critici, cum ar fi Helen Brown de la The Independent, Ellie Roberts de la The Arts Desk, Dan Cairns de la The Times și Will Harris de la Q, au lăudat albumul drept una dintre cele mai solide producții ale lui Swift. considerând compoziția muzicală, stilul vocal și tonalitatea lirică ca fiind de bun gust și ambițioase; Alții, inclusiv Chris Willman de la Variety, Ed Power de la i, și Kitty Empire de la The Observer, au considerat că este un album Swift prin excelență.
Compoziția lui Swift a fost o sursă de compliment. Paul Bridgewater de la The Line of Best Fit a numit-o cel mai coeziv corp de lucrări al lui Swift până în prezent, găsind muzica sofisticată și lirismul simbolic. Pentru Ludovic Hunter-Tilney de la Financial Times, albumul este o evoluție stilistică pentru Swift, cu o scriere care marchează o „întorsătură caracteristică atrăgătoare” într-o melodramă capricioasă. Alexis Petridis de la The Guardian și Alex Hopper de la American Songwritermerican Songwriter au crezut că albumul are versurile cele mai pline de spirit ale lui Swift, prezentând alegeri muzicale nuanțate care arată că Swift este „dispusă să-și asume riscuri într-o eră care atestă riscul pentru pop” și „evoluează constant și își împinge limiteespectiv.[48][100] Într-o recenzie mai măsurată, Olivia Horn de la Pitchfork Media a simțit că versurile nu „distilează un adevăr emoțional general, tinzând să sufoce mai degrabă decât să înțepe.” Alții, cum ar fi Lindsay Zoladz din The New York Times, Jonathan Keefe de la Slant Magazine, și Alex Hudson de la Exclaim!, a descris unele versuri ca fiind slabe și suprascrise; Hudson a susținut că multe dintre melodiile sale „confunda verbozitatea cu poezie”.
Au fost evidențiate și starea de spirit tumultoasă și emoția neconstrânsă a versurilor. Recenziile multiple au complimentat emoția grea, nefiltrată a albumului; Lauren Webb de la Clash l-a descris ca „o ilustrație haotică, toxică, haotică” a deteriorării sănătății mentale. Powers a considerat că Tortured Poets arată noua libertate a lui Swift, cu o „lipsă de îngrijorare dacă aceste cântece vorbesc cu și pentru oricine în afară de ea însăși”. Rob Sheffield de la Rolling Stone a descris albumul drept „proiectul sălbatic ambițios și glorios de haotic” al lui Swift. Chris Willman de la Variety a fost de acord, numindu-l un album „îndrăzneț, captivant” care combină „inteligenta cu catharsis”. Mary Siroky de la Consequence, pe de altă parte, a găsit acest stil de lirism disconfort și „de-a dreptul bizar” uneori și a simțit că albumul a fost o încercare de auto-parodie, mai degrabă decât o expoziție a perspicacității lui Swift pentru a scrie melodii.
Mulți critici, inclusiv Zoladz, Laura Molloy de la NME, și Tom Breihan de la Stereogum, au susținut că colaborarea lui Swift și Antonoff la Tortured Poets a fost neinventivă din cauza unei asemănări sonore cu colaborările lor anterioare. Amanda Petrusich din New Yorker a favorizat mai degrabă contribuția lui Dessner la album ca fiind „mai blând, mai tandru și mai surprinzător”. Horn și Mark Savage de la BBC au simțit că melodiile sunt monotone din punct de vedere sonor și „stăruite”, dar alții au susținut că abordarea minimalistă a completat versurile hiperpersonale ale lui Swift; Hopper a opinat că „ Încrederea lui Swift ca artist este la apogeu” cu Tortured Poets. Potrivit lui Mary Kate Carr de la The A.V. Club, albumul este „perfect bun”, dar a ajuns într-un moment în care Swift nu mai are „nimic de dovedit”, rezultând într-un punct de stagnare în arta ei; această idee a fost împărtășită și de o recenzie anonimă, negativă a Paste, care a criticat albumul la fel de grăbit, gol și fără legătură.

### Comentariu post-evaluare
Recenziile albumului au strâns comentarii de la alți jurnaliști și critici culturali. Unele publicații au considerat The Tortured Poets Department ca un album polarizant; Nathan Hubbard de la The Ringer l-a considerat cel mai controversat album al lui Swift de la Reputation (2017). Matt Stevens și Shivani Gonzalez, de la New York Times, au atribuit acest fenomen unei supraexpuneri media a lui Swift în 2020-2024, inclusiv lansări de opt albume, influentul turneu Eras și unei relații de mare profil cu Travis Kelce.
Recenzia negativă a lui Paste asupra albumului a fost evidențiată de alte instituții de presă ca fiind dură și „ucitoare”.  Swift a împărtășit recenziile pozitive ale albumului pe rețelele ei de socializare, etichetând autorii respectivi; unii l-au considerat un răspuns la Paste.  Laura Harding de la The Irish Times a scris că „Swift pare să se concentreze fie pe recenziile pozitive, fie să răspundă la cele mai negative, împărtășind unele dintre preferatele ei”.  Sumnima Kandangwa de la South China Morning Post a opinat că Swifties „pot deveni destul de însuflețiți atunci când vine vorba de a-și proteja cântărețul preferat”, ceea ce duce la instituțiile media precum Paste să ascundă identitatea recenzenților lor pentru a evita reacțiile. 
Editorialista de la Bloomberg News Jessica Karl a opinat, în timp ce unele recenzii ale albumului au fost „bine gândite”, altele au fost scrise în prealabil și „proaspete”. Ea a explicat că criticii „stau până în zori pentru a termina de ascultat un album ca și cum ar fi un ziar de facultate pe care ne înghesuim să îl finalizăm până dimineața”, iar albumele lungi precum Tortured Poets, cu 31 de piese, îi frustrează. De asemenea, Karl a considerat că recenziile care apar online în câteva ore de la lansarea unui album discreditează atât aplaudările, cât și criticile. Ea a condamnat recenzia Paste pentru că a făcut „o litanie de săpături meschine, ascuțite de exclamare” la Swift și a respins recenzia încântătoare a lui Sheffield pentru că a numit albumul un clasic într-o zi, precum și pentru că a criticat articolele „publicațiilor de renume” precum Time și The Philadephia Inquirer pentru a oferi bârfe maselor și fandomului în loc de o analiză serioasă a artei. 
Nora Princiotti, în The Ringer , a opinat că extinderea neașteptată a albumului într-o ascultare de 31 de piese cu The Anthology a îndreptat recepția critică către polarizare. Hubbard a fost de acord și a considerat că criticii „mai cool decât tine” de pe site-uri precum The New Yorker , The New York Times și Paste au folosit noul statut de miliardar al lui Swift pentru a minimiza problemele personale pe care le-a detaliat în album. Darcy de la CNN a recunoscut că s-a grăbit să judece Tortured Poets. El a declarat că l-a revizuit ținând cont de recepția sa critică mixtă și a găsit albumul prea lung și neimpresionant, în acord cu alți critici, dar o săptămână mai târziu, „după ce a petrecut mai mult timp cu sărbătoarea sonică de două ore, făcând turnee mai metodic. subtilitățile și nuanțele sale, sunt gata să declar că este una dintre cele mai bune lucrări ale lui Swift de până acum.” Darcy a opinat că albumul nu poate fi digerat pe deplin la „viteza TikTok ”, și a criticat recenzenții care nu lasă albumele muzicale să „marineze” și în schimb se așteaptă la „satisfacție instantanee”.  Will Rowe, scriind pentru Kotaku, a considerat că The Tortured Poets Department este cel mai „abraziv” album chiar și pentru propria bază de fani a lui Swift, susținând că unii fani au găsit albumul confuz și „deprimant” inițial; Rowe a insistat că albumul necesită o „profundare” pentru a-l înțelege. 

## Performanta comerciala
Tortured Poets a doborât numeroase recorduri de streaming pe Spotify. Pe 18 aprilie 2024, cu o zi înainte de lansare, albumul a doborât recordul pentru cele mai multe pre-salvari din istoria platformei. A devenit cel mai ascultat album din 2024 într-o singură zi în mai puțin de 12 ore de la lansare. Ulterior, albumul a devenit primul din istoria Spotify care a depășit 200 și 300 de milioane de streamuri într-o singură zi, doborând astfel recordul din toate timpurile pentru cel mai mare album difuzat într-o singură zi, deținut anterior de Midnights a lui Swift și ajutându-o să o depășească. propriul record din toate timpurile pentru cei mai mulți artiști transmis în flux într-o singură zi. La cinci zile după lansare, The Tortured Poets Department a devenit primul album care a acumulat un miliard de streamuri într-o singură săptămână. Albumul a stabilit și recorduri de streaming pe alte platforme; a fost cel mai difuzat album vreodată într-o singură zi pe Amazon Music, cu mai puțin de 12 ore de disponibilitate  și a depășit Midnights pentru a deveni cel mai difuzat album pop într-o singură zi pe Apple Music. 
În SUA, Target Corporation a confirmat că Tortured Poets a fost „cea mai mare precomandă muzicală din toate timpurile”. Billboard a raportat că albumul a vândut 1,6 milioane de unități echivalente numai în prima sa zi, inclusiv 243,4 milioane de streamuri la cerere și 1,4 milioane de copii pure, dintre care 600.000 au fost LP-uri de vinil. După patru zile de urmărire, albumul a vândut 700.000 de LP-uri de vinil, depășind-o pe Swift din 1989 (Taylor's Version) pentru cele mai mari vânzări înregistrate vreodată în SUA pe o săptămână. Tortured Poets a generat 799 de milioane de fluxuri la cerere în SUA în șase zile, doborând recordul pentru cea mai mare săptămână de streaming deținut anterior de Drake cu Scorpion (2018). 
În altă parte, Swift a înregistrat cea mai mare zi de streaming pentru un album și artist din istoria Germaniei, cu 11,5 milioane și, respectiv, 14,4 milioane de streamuri. Departamentul Poeților Torturați a debutat pe primul loc cu cele mai mari săptămâni de vânzări din țară pentru orice artist în doi ani și pentru un artist solo în șapte ani. În Marea Britanie, albumul a vândut 220.000 de unități în primele trei zile și 270.000 de unități în prima săptămână, devenind cel mai rapid vândut album din țară în șapte ani și depășind cifrele de vânzări din prima săptămână ale lui Midnights , devenind cel mai rapid vândut. albumul carierei lui Swift. În Australia, The Tortured Poets Department a devenit al 13-lea album numărul unu al lui Swift, un record în rândul artiștilor de sex feminin; melodiile sale au stabilit, de asemenea, recorduri pentru majoritatea intrărilor simultane ale unui singur artist în primele 10 (10), primele 50 (29) și primele 100 (34) ale ARIA Singles Chart. 

## Lista cântecelor
| The Tortured Poets Department – lista pieselor |                                                   |                           |         |  |
| Nr.                                            | Titlu                                             | Producător(i)             | Lungime |  |
| 1.                                             | „Fortnight” (featuring Post Malone)               | Swift Antonoff Louis Bell | 3:48    |  |
| 2.                                             | „The Tortured Poets Department”                   | Swift Antonoff            | 4:53    |  |
| 3.                                             | „My Boy Only Breaks His Favorite Toys”            | Swift Antonoff            | 3:23    |  |
| 4.                                             | „Down Bad”                                        | Swift Antonoff            | 4:21    |  |
| 5.                                             | „So Long, London”                                 | Swift Dessner             | 4:22    |  |
| 6.                                             | „But Daddy I Love Him”                            | Swift Dessner Antonoff    | 5:40    |  |
| 7.                                             | „Fresh Out the Slammer”                           | Swift Antonoff            | 3:30    |  |
| 8.                                             | „Florida!!!” (featuring Florence and the Machine) | Swift Antonoff            | 3:35    |  |
| 9.                                             | „Guilty as Sin?”                                  | Swift Antonoff            | 4:14    |  |
| 10.                                            | „Who's Afraid of Little Old Me?”                  | Swift Antonoff            | 5:34    |  |
| 11.                                            | „I Can Fix Him (No Really I Can)”                 | Swift Antonoff            | 2:36    |  |
| 12.                                            | „Loml”                                            | Swift Dessner             | 4:37    |  |
| 13.                                            | „I Can Do It with a Broken Heart”                 | Swift Antonoff            | 3:38    |  |
| 14.                                            | „The Smallest Man Who Ever Lived”                 | Swift Dessner             | 4:05    |  |
| 15.                                            | „The Alchemy”                                     | Swift Antonoff            | 3:16    |  |
| 16.                                            | „Clara Bow”                                       | Swift Dessner             | 3:36    |  |
| Lungime totală:                                | Lungime totală:                                   | Lungime totală:           | 65:08   |  |

| Tortured Poets: Lista de piese The Anthology |                                    |                        |         |  |
| Nr.                                          | Titlu                              | Producator(i)          | Lungime |  |
| 17.                                          | „The Black Dog”                    | Swift Antonoff         | 3:58    |  |
| 18.                                          | „Imgonnagetyouback”                | Swift Antonoff         | 3:42    |  |
| 19.                                          | „The Albatross”                    | Swift Dessner          | 3:03    |  |
| 20.                                          | „Chloe or Sam or Sophia or Marcus” | Swift Dessner          | 3:33    |  |
| 21.                                          | „How Did It End?”                  | Swift Dessner          | 3:58    |  |
| 22.                                          | „So High School”                   | Swift Dessner          | 3:48    |  |
| 23.                                          | „I Hate It Here”                   | Swift Dessner          | 4:03    |  |
| 24.                                          | „Thank You Aimee”                  | Swift Dessner Antonoff | 4:23    |  |
| 25.                                          | „I Look in People's Windows”       | Swift Antonoff Berger  | 2:11    |  |
| 26.                                          | „The Prophecy”                     | Swift Dessner          | 4:09    |  |
| 27.                                          | „Cassandra”                        | Swift Dessner          | 4:00    |  |
| 28.                                          | „Peter”                            | Swift Dessner          | 4:43    |  |
| 29.                                          | „The Bolter”                       | Swift Dessner          | 3:58    |  |
| 30.                                          | „Robin”                            | Swift Dessner          | 4:00    |  |
| 31.                                          | „The Manuscript”                   | Swift Dessner          | 3:44    |  |
| Lungime totală:                              | Lungime totală:                    | Lungime totală:        | 122:21  |  |